# رود ويلسون
رود ويلسون (بالإنجليزية: Rod Wilson)‏ هو لاعب كرة قدم أمريكية أمريكي، ولد في 12 نوفمبر 1981 في Cross, South Carolina ‏ في الولايات المتحدة.

## وصلات خارجية
- رود ويلسون على موقع مرجع كرة القدم المحترفة.كوم (الإنجليزية)